# Yunez Chaib
Yunez Chaib (Melilla, 1 de septiembre de 1994) es un guionista, cómico y actor español. Conocido por ser colaborador en La Revuelta de David Broncano en TVE.

## Biografía
Nació en Melilla, pero ha pasado gran parte de su vida en Mallorca.

## Trayectoria
Ha trabajado como guionista y colaborador en La Resistencia de Movistar. Actualmente, trabaja para La Revuelta de David Broncano en TVE como guionista y colaborador. También ha actuado en la serie de Doctor Portuondo de Carlo Padial en Filmin y en la serie de IB3 Mai neva a Ciutat. Tiene un papel protagonista en la serie de Netflix si lo hubiera sabido.
Actúa como monologuista por toda España y ha grabado algunos en Comedy Central, Phi Beta Lambda o Late Motiv.